# 塔巴尔岛
塔巴尔岛是巴布亚新几内亚东部塔巴尔群岛中的一个岛屿，位于新爱尔兰岛以东。岛上居民為塔巴尔人。

## 地理
塔巴尔岛是塔巴尔群岛的主要岛屿，属于新爱尔兰省的一部分。它位于莫尔斯比港东北约900公里，距离该省主要岛屿新爱尔兰岛东北约24公里。
该岛起源于火山，面积约110平方公里，长约20公里，宽约9公里。最高海拔约为海拔400米。塔巴尔岛是塔巴尔群岛中最大、最南端的岛屿。
人口主要分布在沿海的几个村庄，岛内大部分被雨林覆盖。主要城镇达塔瓦（Datava）的位于该岛北部的科科湾（Koko Bay）。
由于整个塔巴尔群岛没有机场，因此只能乘船前往，而邻近的大岛就在距离岛屿不远的海峡的另一侧。

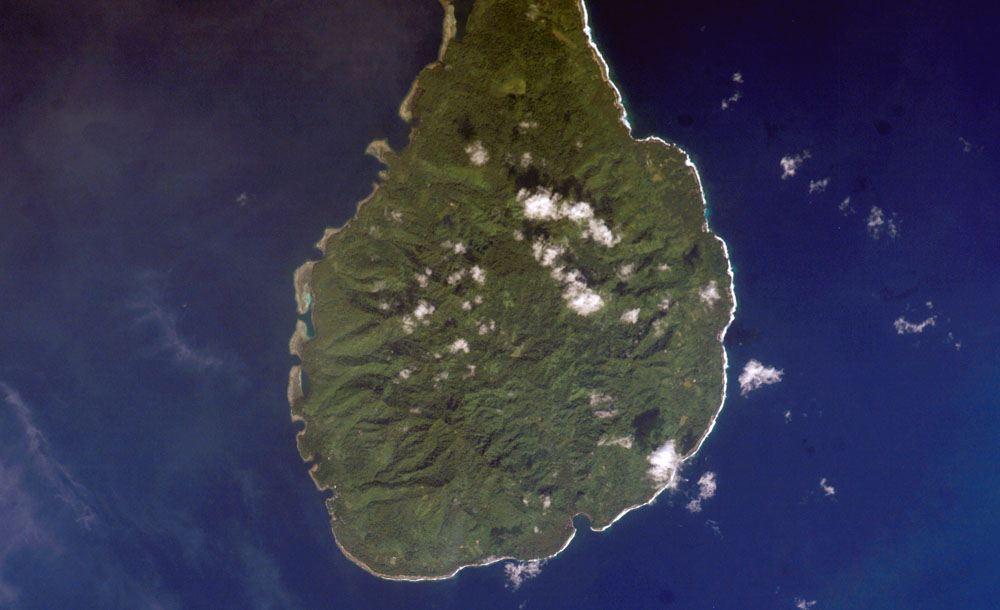
塔巴尔岛南部

## 历史
该岛可能自公元前1500年以来就有美拉尼西亚人居住。1616年6月，荷兰船长雅各布·勒梅尔和威廉·斯考滕绘制了本地的地图，并命名为“加德纳群岛”。后来阿贝尔·塔斯曼到访该地，他将该地区称为“菲瑟群岛”。
该地区于1885年作为德属新几内亚的一部分归德意志帝国管辖。该地区最初由德属新几内亚公司管理。
第一次世界大战后，该地区最终被澳大利亚控制，澳大利亚后来成为联合国正式授权管辖整个俾斯麦群岛的国家。
从1942年到1945年，该地区被日本占领，但在1975年巴布亚新几内亚独立之前，该地区仍归澳大利亚政府管辖。
瑞典水手卡尔·埃米尔·佩特森于1904年遭遇海难后流落该岛。他迎娶了当地酋长的女儿，并在酋长死后一度成为该岛的酋长（绰号“坚强查理”）。